# Solist
Solist (von lateinisch solus ‚allein‘) bezeichnet im Allgemeinen allein auftretende Personen in der darstellenden Kunst sowie solche, die beim Auftritt eines Ensembles aufgrund ihrer besonderen Rolle oder der besonderen Qualifikation bzw. Schwierigkeit des Vortrages herausragen.
Als Solisten können vor allem auftreten:
- Tänzer im klassischen Ballett oder modernen, zeitgenössischen Tanz
- Sänger (Vokalsolisten) der verschiedenen Stimmlagen menschlicher Singstimmen
- Musiker (Instrumentalisten) an den verschiedensten alten und modernen Musikinstrumenten
- Artisten.

Das Gegenteil von Solisten sind Tuttisten.